# Tatiana Cotliar
Tatiana Tati Cotliar (Buenos Aires, 31 de octubre de 1988) es una modelo argentina. Ha sido la imagen de Vivienne Westwood, Valentino, Versace, Proenza Schouler, Prada, Lanvin para H&M, Mulberry, Paul Smith, Marc Jacobs y Nina Ricci.

## Carrera
Cotliar estudió en el Colegio Nacional de Buenos Aires y después en una escuela de cine en ese país, llegando a dirigir dos cortometrajes. Inicialmente se rehusó a llevar una carrera en el modelaje, pues le parecía una profesión "demasiado comercial". Sin embargo, en septiembre de 2009 Cotliar debutó en las paralelas para las marcas Jason Wu, 3.1 Phillip Lim y Rodarte. Habiendo modelado por cerca de un año, logró la aclamación trabajando en pasarelas para una de las más reconocidas colecciones del diseñador Marc Jacobs en Nueva York.

### Vida personal
Ella describe su estilo personal como juvenil, similar a Diane Keaton en Annie Hall, y en ocasiones sexy y femenina como Jane Birkin. Sus lugares favoritos son Chinatown en Nueva York, el área Shoreditch de Londres y los cafés de la esquina de París y Buenos Aires.